# Marin Ion
Marin Ion, né le 25 mars 1955 à Ciorogârla, est un ancien footballeur professionnel roumain devenu entraîneur.

## Biographie

### Carrière de joueur
Il participe avec le club du Dinamo Bucarest aux compétitions continentales européennes. Il dispute ainsi 21 matchs en Coupe d'Europe des clubs champions, et neuf en Coupe de l'UEFA. Il atteint les demi-finales de la Coupe des clubs champions en 1984, en étant battu par le club anglais de Liverpool.

## Palmarès

### Joueur
Dinamo Bucarest
- Champion de Roumanie (5) : 1975, 1977, 1982, 1983, 1984
- Coupe de Roumanie (2) : 1982, 1984
- Demi-finaliste de la Coupe des clubs champions européens : 1984

### Entraîneur
Petrolul Ploiești
- Coupe de Roumanie :  1995
- Finaliste de la Supercoupe de Roumanie : 1995

Dinamo Bucarest
- Champion de Roumanie : 2002

Al-Ettifaq
- Troisième du Championnat d'Arabie saoudite : 2011

Koweït SC
- Champion du Koweït : 2013
- Coupe de l'AFC (2) : 2012, 2013
- Finaliste de la Supercoupe du Koweït : 2013

Qadsia SC
- Supercoupe du Koweït : 2018
- Coupe de la Fédération du Koweït : 2019
- Finaliste de la Coupe du Koweït : 2019